# Konstantin Rokossovskij
Konstantin Rokossovskij (russisk: Константин Константинович Рокоссовский  tr. Konstantin Konstantinovitj Rokossovskij , polsk: Konstanty Rokossowski ; født 21. december 1896 i Warszawa, Kongrespolen, Det Russiske Kejserrige, død 3. august 1968 i Moskva, Sovjetunionen) var en polsk sovjetisk officer af adelig herkomst. I 1914 sluttede han sig til den russiske hær og deltog i 1. verdenskrig. I mellemkrigstiden avancerede han i den Røde Hær til han blev fængslet på baggrund af anklager for at være polsk og japansk spion. Rokossovskij blev løsladt tre år senere. Under 2. verdenskrig omringede hans styrker tyskerne under Slaget om Stalingrad, og var en af de marskaler Stalin lod konkurrere under kapløbet mod Berlin mellem den 1. Hviderussiske Front og den 1. Ukrainske Front.
Efter 2. verdenskrig blev Rokossovskij i 1949 forsvarsminister i Folkerepublikken Polen, en post han bestred til 1956.